# 高朋高等学校
高朋高等学校（こうほうこうとうがっこう、英: Koho High School）は、富山県富山市東富山寿町にある私立高等学校。設置法人は学校法人神通学館。

## 設置学科
- 普通科（2年次から下記の3コースに分かれる）
  - ベーシックコース
  - アドバンストコース
  - エクストラコース

## 沿革
- 1958年（昭和33年）3月24日 - 学校法人神通学館創立。
- 1960年（昭和35年）12月12日 - 北日本電波高等学校設置認可（無線通信科、無線技術科、電機科を設置）。
- 1961年（昭和36年）
  - 4月1日 - 神通学館（富山市愛宕町）を仮校舎として北日本電波高等学校開校。
  - 5月20日 - 無線通信科、無線技術科を電子科（通信、技術）に学科改編。
  - 9月1日 - 新校舎（現在地）竣工。
- 1962年（昭和37年）
  - 7月18日 - 柔剣道場竣工。
  - 9月14日 - 校歌制定。
- 1963年（昭和38年）4月1日 - 電機科を電子科に統合し、工業経営科を設置。
- 1965年（昭和40年）3月31日 - 食堂棟・管理棟竣工。
- 1966年（昭和41年）4月1日 - 普通科を設置。
- 1967年（昭和42年）4月12日 - 講堂兼体育館竣工[1]。
- 1969年（昭和44年）9月1日 - 北日本高等学校と改名。
- 1975年（昭和50年）4月1日 - 工業経営科を廃止。
- 1977年（昭和52年）4月1日 - 電子科を廃止。
- 1978年（昭和53年）
  - 4月1日 - 高朋高等学校と改名。
  - 4月12日 - 創立記念日と定める。
- 1983年（昭和58年）4月27日 - 校旗樹立。
- 1985年（昭和60年）6月22日 - 校歌碑建立。
- 1989年（平成元年）5月10日 - グラウンド竣工。
- 1991年（平成3年）2月20日 - OA機器操作技能評価試験実施認定校に認可。
- 1993年（平成5年）8月31日 - 校舎・柔剣道場改修竣工。
- 1999年（平成11年）4月1日 - 単位制課程を併設。
- 2000年（平成12年）4月1日 - 2学期制に変更。
- 2001年（平成13年）4月30日 - ボランティア活動普及事業指定校となる。
- 2003年（平成15年）5月27日 - 自転車盗難防止推進モデル校に指定。
- 2007年（平成19年）4月1日 - 制服改定。
- 2008年（平成20年）4月1日 - コース制改編。
- 2014年（平成26年）3月31日 - 体育館耐震改修竣工。
- 2015年（平成27年）6月1日 - 学校田取得
- 2018年（平成30年）4月1日 - 硬式野球部屋内練習場竣工。

## 部活動
運動部
- 硬式野球部 - 富山第一や富山工業を指揮した森崎直樹が2013年（平成25年）に監督に就任し、県外出身選手の受け入れを進めチーム強化を図っている[2]。2017年夏の富山県大会では初の決勝進出を果たしたが、翌月に森崎が急逝。2019年、森崎と富山第一時代の同級生で東京都市大塩尻高コーチ時代に甲子園に出場した中島千尋が監督に就任[3]。
- 剣道部
- 柔道部
- バスケットボール部 - Bリーグ・富山グラウジーズの月1回の練習指導がかつてはあった[4]。
- バドミントン部
- 陸上競技部
- 応援（ブラス）

文化部
- 軽音楽部
- 新聞部
- 美術部
- 書道部
- パソコン部
- 将棋部
- 写真部
- 園芸部
- 茶道同好会
- 調理同好会

## 校歌
作詞：大島文雄、作曲：松本民之助

## アクセス
- あいの風とやま鉄道線「東富山駅」下車、徒歩約10分～15分

## 主な出身者
- 松原快 - プロ野球選手、阪神タイガース